# Marija Skotschuk
Marija Skotschuk (ukrainisch Марія Скочук, englische Transkription: Mariya Skochuk; * 28. Februar 2005) ist eine ukrainische Billardspielerin aus Czernowitz, die in der Billardvariante Pyramide antritt.
Sie wurde 2020 ukrainische Meisterin in der Disziplin Freie Pyramide und 2021 Vizemeisterin in der Kombinierten Pyramide.

## Karriere

### Pyramide
Marija Skotschuk begann im Alter von etwa sieben Jahren mit dem Billardspielen und nahm ab 2013 regelmäßig an nationalen Jugendturnieren teil. Ihre ersten Erfolge erzielte sie 2016 mit dem Gewinn zweier Bronzemedaillen im ukrainischen Jugendpokal. Zwei Jahre später gewann sie ihren ersten von bislang sieben nationalen Jugendmeistertiteln.
Nachdem sie bei ihren ersten beiden Teilnahmen an Jugendweltmeisterschaften (2018, 2019) in der Vorrunde ausgeschieden war, erreichte Skotschuk 2021 das Viertelfinale, in dem sie der Russin Uljana Antonowa unterlag. Daneben gewann sie 2019 die Jugendausgaben der Prince Open und der Solar Open.
Bei den Damen nahm Skotschuk 2016 in der Kombinierten Pyramide erstmals an einer nationalen Meisterschaft teil. Nachdem sie auch bei ihren beiden folgenden Teilnahmen (Kombinierte Pyramide 2019, Dynamische Pyramide 2019) in der Vorrunde gescheitert war, belegte sie bei der Freie-Pyramide-Meisterschaft 2019 den vierten Rang. Kurz zuvor hatte sie im ukrainischen Pokal nach einer Halbfinalniederlage gegen Anna Kljestowa ihre erste Podestplatzierung erzielt.
Während sie bei der Kombinierte-Pyramide-Meisterschaft 2020 sieglos ausschied, wurde Skotschuk im Oktober 2020 durch einen 5:2-Finalsieg gegen Jana Wassylowa ukrainische Meisterin in der Freien Pyramide.
Anfang 2021 zog Skotschuk in der Kombinierten Pyramide ins Endspiel der nationalen Meisterschaft ein und musste sich Anna Kljestowa mit 1:4 geschlagen geben. In der Dynamischen Pyramide scheiterte sie hingegen in der Vorrunde.
Im Februar 2022 gelangte Skotschuk im ukrainischen Pokal der Damen erstmals ins Finale und verlor mit 1:5 gegen Anastassija Kowalenko. Ab Herbst 2022 nahm sie regelmäßig an Turnieren des – nun gemeinsam mit den Herren ausgetragenen – ukrainischen Pokals (GGPoker Open) teil, wobei sie im März 2023 erstmals über die Vorrunde hinaus kam und im Juli 2023 als beste Frau das Achtelfinale erreichte, in dem sie dem ehemaligen Weltmeister Jaroslaw Tarnowezkyj unterlag.
Nachdem sie bei der ukrainischen Kombinierte-Pyramide-Meisterschaft 2023 den vierten Platz belegt hatte, gewann Skotschuk 2024 in den Disziplinen Kombinierte Pyramide und Dynamische Pyramide die Bronzemedaille. Im ukrainischen Pokal erreichte sie 2024 zweimal das Achtelfinale.
Anfang 2025 zog Skotschuk beim ukrainischen Pokal ins Viertelfinale ein, in dem sie gegen Illja Nepyjpywo verlor. Bei der ukrainischen Kombinierte-Pyramide-Meisterschaft 2025 schied sie im Halbfinale gegen Julija Malachowa aus.

### Poolbillard
Im Oktober 2024 nahm Skotschuk erstmals an einem Turnier des ukrainischen Pokals in der Poolbillarddsiziplin 9-Ball teil und zog ins Finale ein, in dem sie Julija Malachowa mit 4:6 unterlag.

## Erfolge
Pyramide
| Ergebnis   | Jahr   | Turnier                                | Finalgegnerin         | Endstand |
| ---------- | ------ | -------------------------------------- | --------------------- | -------- |
| Siegerin   | 2020   | Ukrainische Meisterschaft (Fr. Pyr.)   | Jana Wassylowa        | 5:2      |
| Finalistin | 2021   | Ukrainische Meisterschaft (Komb. Pyr.) | Anna Kljestowa        | 1:4      |
| Finalistin | 2022/1 | Ukrainischer Pokal (Fr. Pyr.)          | Anastassija Kowalenko | 1:5      |

Poolbillard
| Ergebnis   | Jahr   | Turnier                     | Finalgegnerin    | Endstand |
| ---------- | ------ | --------------------------- | ---------------- | -------- |
| Finalistin | 2024/F | Ukrainischer Pokal (9-Ball) | Julija Malachowa | 4:6      |